# Macrophyllum macrophyllum
Macrophyllum macrophyllum (en: Long-legged bat) är en fladdermusart som först beskrevs av Schinz 1821.  Macrophyllum macrophyllum är ensam i släktet Macrophyllum (auktor: Gray) som ingår i familjen bladnäsor. IUCN kategoriserar arten globalt som livskraftig. Inga underarter finns listade i Catalogue of Life.
Arten når en kroppslängd (huvud och bål) av 43 till 62 mm, en svanslängd av cirka 37 mm och en vikt mellan 6 och 9 g. Underarmarna är 34 till 45 mm långa. Fladdermusens päls har en brun färg med askgrå skugga på ryggen. Undersidan är allmänt ljusare. Kännetecknande för arten är de långa bakbenen och den långa svansen som helt är inbäddad i flygmembranen. Även bladet (hudfliken) på näsan är stort. Macrophyllum macrophyllum har långa klor på bakfötterna.
Denna fladdermus förekommer i Central- och Sydamerika från södra Mexiko till centrala Bolivia, centrala Paraguay, sydöstra Brasilien och Argentinas nordöstra hörn. Arten kan anpassa sig till olika habitat. De flesta individer fångades i fuktiga skogar.
Individerna bildar kolonier med cirka 70 medlemmar. De jagar vattenlevande insekter och vistas därför nära vattenansamlingar. Kolonierna vilar i grottor, i tunnlar, i vägtrummor och i tomma byggnader. Troligen bildar honor egna kolonier efter ungarnas födsel. Per kull förekommer en unge. I grottor och tunnlar bildar arten ofta blandade kolonier med andra fladdermöss.